# Silene lagenocalyx
Silene lagenocalyx är en nejlikväxtart som beskrevs av Edward Fenzl och Pierre Edmond Boissier. Silene lagenocalyx ingår i släktet glimmar, och familjen nejlikväxter. Inga underarter finns listade i Catalogue of Life.